# Lijst van Keltische stammen

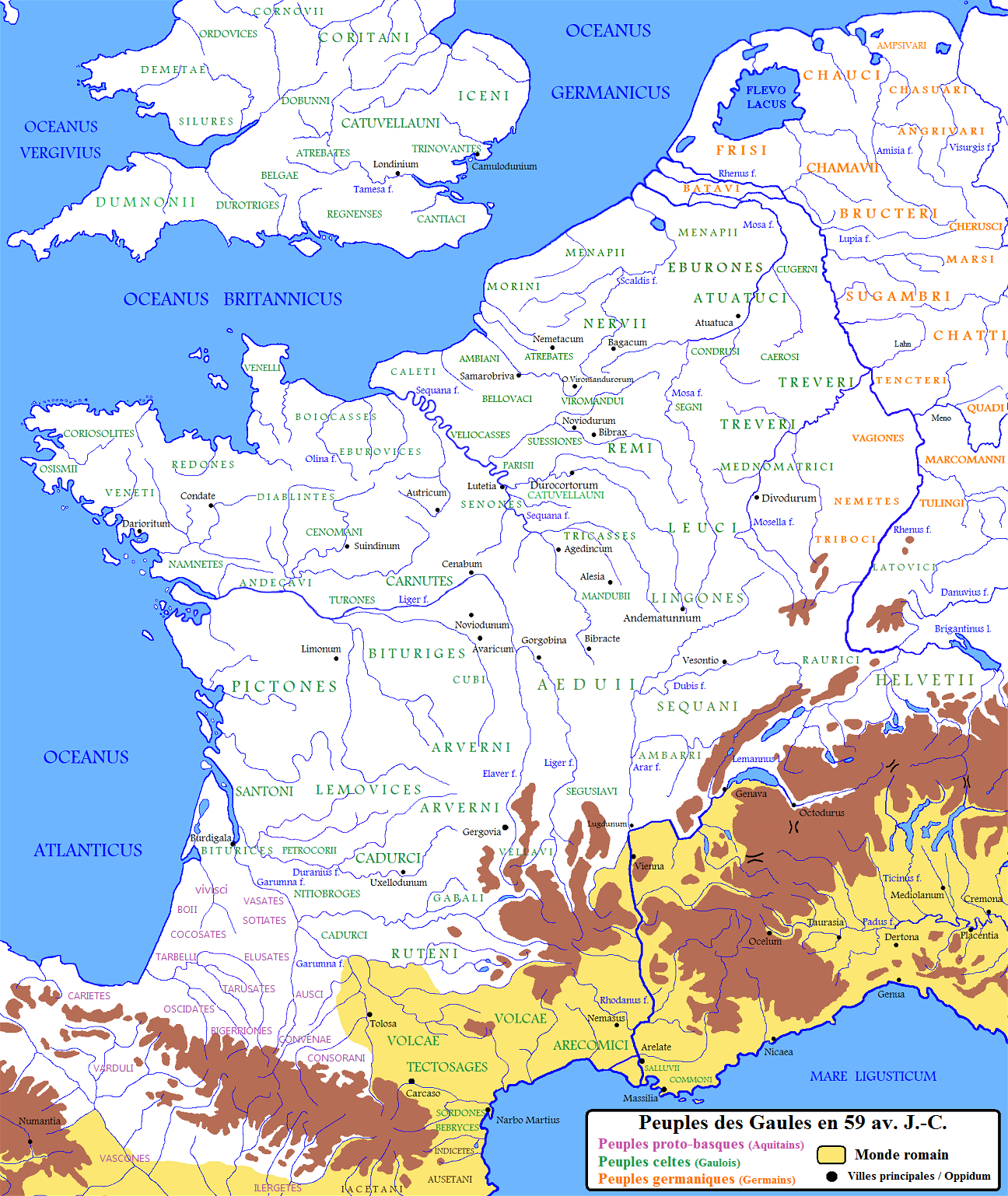
Keltische stammenspreiding voor de Romeinse verovering

De Kelten vormden in het 1e millennium v.Chr. een bevolkingsgroep van stammen met een gemeenschappelijke cultuur die zich in de 7e eeuw v.Chr. vanuit de Hallstattcultuur over het grootste deel van Europa begon te verspreiden.

## Belgica
De stammen uit Gallia Belgica worden meestal Belgae genoemd. Onderstaande lijst geeft ook hun hoofdplaatsen.

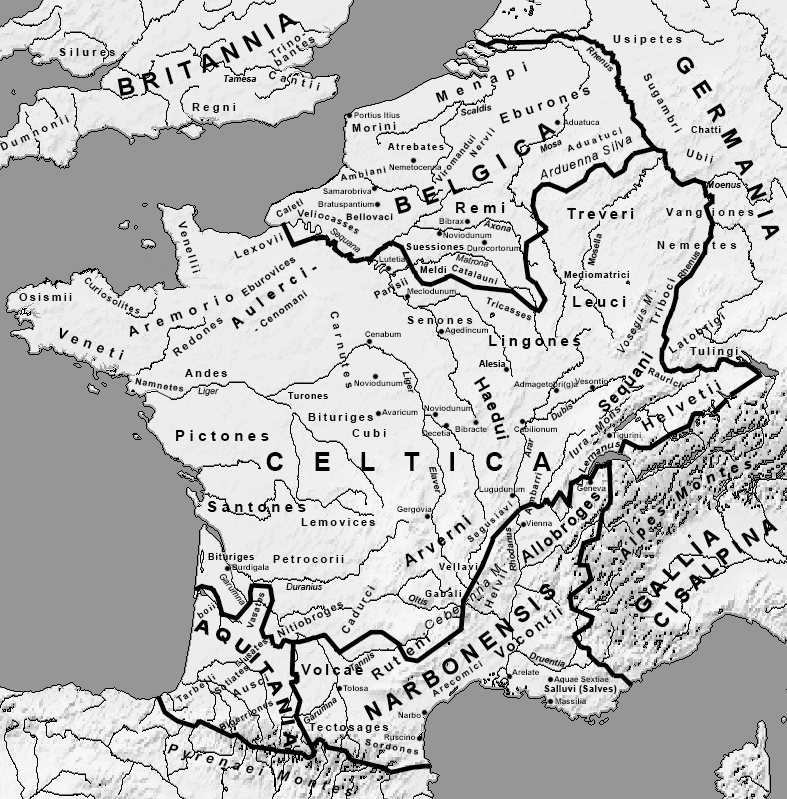
Spreiding Keltische stammen onder Romeins bewind

- Aduatuci, Atuatuca, een oorspronkelijk Germaanse ( cfr. Tacitus- de Germanorum))
- Ambiani – Amiens
- Atrebati – Atrecht , een Germaanse stam ( cfr. Tacitus - de Germanorum)
- Bellovaci – Beauvais
- Caleti – Harfleur (Caracotinum), later Lillebonne (Juliobona)
- Catalauni (regio van Châlons-en-Champagne) kunnen worden in verband gebracht met de Catuvellauni
- Eburonen, mogelijk Germaans ( cfr. Tacitus : De Germanorum)
- Lexovii – Lisieux
- Leuci – Toul (Tullum Leucorum)
- Mediomatrici – Metz
- Meldi – Marne (Matrona)
- Menapii – Kassel gemengde stam Keltisch- Germaans ( cfr. Tacitus)
- Morini – Boulogne-sur-Mer gemende stam Keltisch - Germaans
- Nerviërs – Bavay - Nerviërs bekenden zich Germaans;  deels gemengd met Kelten,(cfr. Tacitus & Caesar)
- Remi – Reims
- Suessiones – Soissons
- Treveri – Trier - Keltisch - Germaanse stam ( cfr. Tacitus)
- Veliocasses – Rouen
- Viromandui – Noyon

## Gallia Transalpina

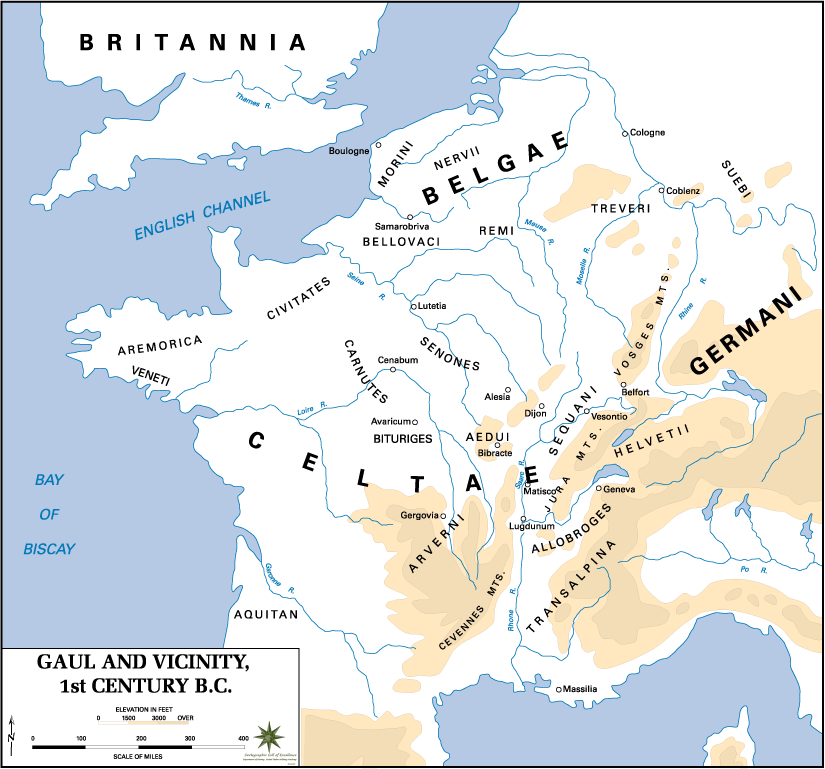
Keltisch gebied en omgeving rond de 1e eeuw v.Chr.

Keltische stammen in de Provence.

Gallia Transalpina komt grotendeels overeen met het huidige Frankrijk. Tegenwoordig wordt de term Galliërs specifiek voor bewoners van Gallië gebruikt, maar in de Romeinse tijd omvatte het een ruimere groep.
- Aduatuci
- Aedui
- Allobroges
- Arverni
- Baiocasses
- Bituriges
- Carnutes
- Cenomani
- Coriosolitae
- Helvetii
- Leuci
- Lexovii
- Lingones
- Namnetes
- Parisii
- Petrocorii
- Pictones
- Redones
- Osismii
- Salluviërs
- Santones
- Senones
- Sequani
- Tectosages
- Venelli
- Veneti

## Gallia Cisalpina
Gallia Cisalpina was het noordelijke deel van Italië waar zich Gallische stammen hadden gevestigd.

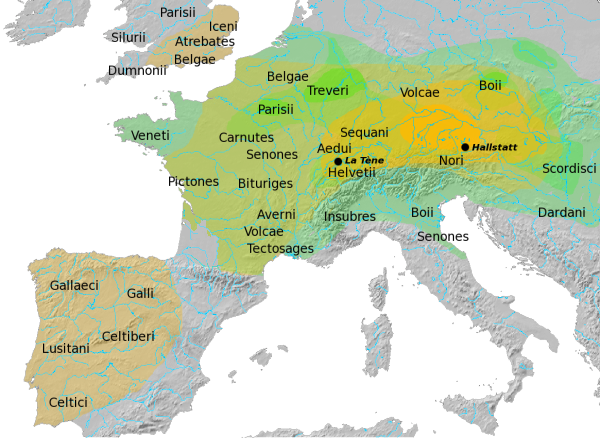
Keltische volken tijdens (oranje) en na de Hallstatt cultuur

- Lepontii
- Insubres

## Iberia
De Keltische stammen van het Iberisch Schiereiland worden Keltiberiërs genoemd, ter onderscheid met de niet-Keltische Iberiërs. Tussen 650 v. Chr. en 133 v. Chr. waren zij het dominante volk. Hun oorsprong is onderhevig aan discussie.
Er zijn in de Iberische voorgeschiedenis twee belangrijke periodes van mogelijke Keltische beïnvloeding te onderscheiden. Bewijzen van daadwerkelijke migraties zijn echter nauwelijks te vinden. De vroegste "Pre-Keltische" culturele invloed vond plaats in de bronstijd, tijdens de Hallstattcultuur. In hoeverre men hier al van Kelten kan spreken is echter omstreden. De tweede was in de ijzertijd, door volken met La Tène-invloed.

### Ora Maritima

Belangrijkste taalgebieden in Iberia circa 300 v.Chr.

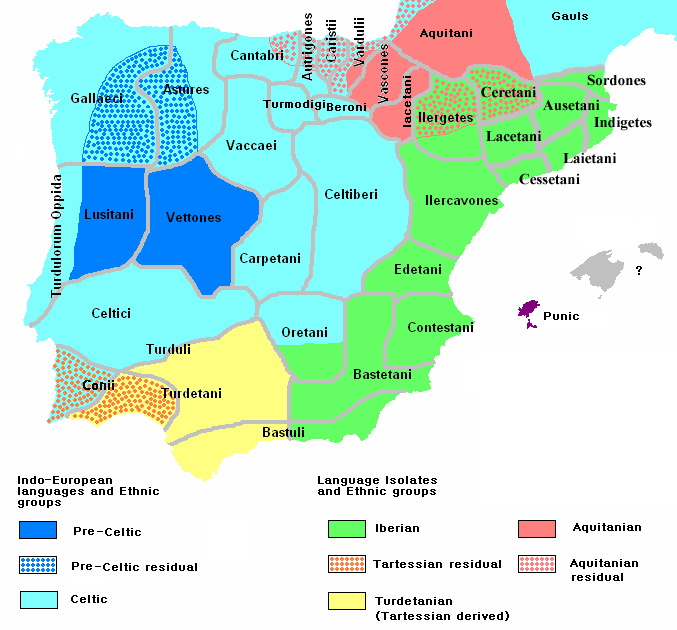
Spreiding van talen op Iberisch schiereiland, blauw stamt af van de Kelt-Iberische taal

Het gedicht Ora Maritima, door Avienus uit de 4e eeuw v.Chr. gebaseerd op de Massilische Periplus van de 6e eeuw v.Chr., stelt dat het hele westelijke Iberische schiereiland eens naar haar inwoners de Oestriminis heette, die later verdreven zijn door een invasie van Saephe of Ophis (betekent Slangen). Vanaf die tijd zou westelijk Iberia bekend zijn als Ophiussa (Land van de Slangen). Het gedicht vertaalt misschien de invloed van de tweede golf van Indo-Europese migraties Kelten in de 7e eeuw v.Chr. Het noemt ook verschillende andere stammen.
- Albiones – westelijk Asturias (Spanje)
- Astures – Asturias and noordelijk León (Spanje), en het westen van Trás os Montes (Portugal)
- Autrigones – oostelijk Burgos (Spanje)
- Berones – La Rioja (Spanje)
- Bletonesii – Salamanca (Spanje)
- Bracari – Braga (Portugal)
- Cantabri – Cantabrië, deel van Asturias en deel van Castilië-Leon (Spanje); sommigen beschouwen hen niet als Keltisch[2]
- Carpetani – Centraal-Iberische meseta (Spanje)
- Celtici – Alentejo en Algarve (Portugal)
- Cempsi, waarschijnlijk Hallstattcultuur Proto-Kelten, bij de monding van de Taag en naar het zuiden tot de Algarve
- Coelerni – Braga (Portugal) en Ourense (Spanje)
- Cynetes of Conii of Cunetes  – Algarve en Beneden-Alentejo (Portugal); oorspronkelijk waarschijnlijk Tartessiaans of dergelijk, later gekeltiseerd door de Celtici[2]
- Dragani, Kelten of Proto-Kelten van de eerste Indo-Europese golf, in het berggebied van Galicië, Noord-Portugal, Asturië en Cantabrië
- Equaesi – Minho en Trás-os-Montes (Portugal)
- Gallaecians of Callaici – Gallaecia (Spanje & Portugal)
- Grovii – Minho (Portugal) en Galicië (Spanje)
- Interamici – Trás-os-Montes (Portugal)
- Keltiberiërs – Spaanse Hoogvlakte
- Leuni – Minho (Portugal)
- Limici – Minho (Portugal) en Galicië (Spanje)
- Luanqui – Trás-os-Montes (Portugal)
- Lusitani – Portugal zuidelijk van de Douro en Extremadura (Spanje); doorgaans als Pre-Keltisch beschouwd
- Lusis, misschien de eerste referentie aan de Lusitaniërs, net als de Dragani Kelten van de eerste Indo-Europese golf
- Lusones – Guadalajara (Spanje)
- Narbasi – Minho (Portugal) en Galicia (Spanje)
- Nemetati – Minho (Portugal)
- Oretani – La Mancha, oostelijk Andalusië en Múrcia (Spanje); Sommigen beschouwen hen als niet-Keltisch[2]
- Paesuri – Douro en Vouga (Portugal)
- Quaquerni – Minho (Portugal)
- Saephe of Ophis, waarschijnlijk Hallstattcultuur Proto-Kelten, in heel westelijk Iberia tussen de rivieren de Douro en de Sado
- Seurbi – Minho (Portugal)
- Tamagani – Chaves (Portugal)
- Tapoli – Taag, rond de grensstreek van Portugal en Spanje
- Turduli Veteres – Douro (Portugal)
- Turduli – Guadianavallei (Portugal) en Extremadura (Spanje)
- Turdulorum Oppida – Estremadura (Portugal)
- Turmodigi or Turmogi – Centraal-Burgos
- Turodi – Trás-os-Montes (Portugal) en Galicia (Spanje)
- Vaccaei – Centraal-Iberische meseta (Spanje)
- Vettones – Ávila en Salamanca (Spanje)
- Zoelae – Trás-os-Montes (Portugal)

## Dacië en Thracië

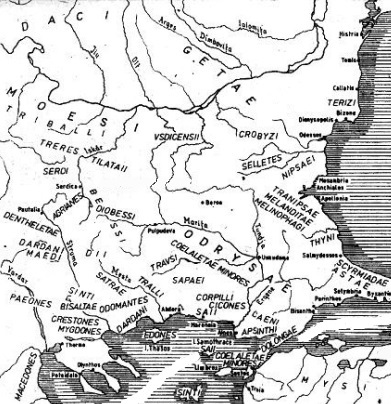
Keltische stammen in Thracië voor de komst van de Romeinen.

Verspreiding van Thracische stammen in de Oudheid tussen de grenzen van Grieken en Illyriërs

Onderstaande lijst geeft stammen weer waarvan zich afscheurende groepen naar Dacië en Thracië zijn gemigreerd.
- Anartoi, Kelten geassimileerd door Daciërs[3]
- Bastarnae,[4][5] Kelten of Germanen, en volgens Livius "de moedigste natie van de wereld"
- Boii[6]
- Eravisci[6]
- Galliërs van Tylis[7]
- Scordisci[8]
- Serdi[9][10]
- Teuriscii, Kelten geassimileerd door Daciërs[3]

## Anatolië
De Keltische stammen die zich in Anatolië vestigden worden meestal Galaten genoemd. Hun immigratie vanuit Thracië naar de Anatolische hoogvlakte gebeurde in de 3e eeuw v.Chr. De Galaten werden uiteindelijk gehelleniseerd maar bewaarden veel van hun tradities.
- Aigosages,[13] tussen Troje en Cyzicus
- Daguteni,[13] in het huidige Marmara gebied rond Orhaneli
- Gebied van Gaezatorix,[13] tussen Bithynië en Galatië in het huidige Bolu
- Inovanteni,[13] ten oosten van de Trocnades
- Okondiani,[13] tussen Phrygië en Galatië ten noordoosten van het huidige Akşehir Gölü
- Rigosages,[13] niet gelokaliseerd
- Tectosages,[13] in Galatië
- Tolistobogii,[13] in Galatië
- Trocmii,[13] in Galatië
- Trocnades,[13] in Phrygië rondom het huidige Sivrihisar

## Midden-Europa
- Boii – streken van hedendaags Duitsland, Oostenrijk, Hongarije, Tsjechië, Slowakije
- Cotini – streken van hedendaags Slowakije
- Eravisci – streken van hedendaags Hongarije
- Helvetii – streken van hedendaags Zwitserland
- Latobrigi – lokalisatie onduidelijk, mogelijk Zuid-Duitsland of Oostenrijk nabij de Boven-Rijn
- Lemovices
- Lugii – mogelijk Germaans; streken van hedendaags Polen
- Norici – gebied Noricum (Regnum Noricum)
- Osii – streken van hedendaags Slowakije
- Skordiskers of Scordisci – streken van hedendaags Servië, Kroatië, Oostenrijk, Roemenië
- Tulingi – mogelijk Germaans; lokalisatie onduidelijk, mogelijk Zuid-Duitsland, Zwitserland of Oostenrijk
- Varciani – streken van hedendaags Slovenië, Kroatië
- Vindelici – streken van hedendaags Duitsland
- Volcae – vallei van de Wezer

## Britannia
De Keltische bewoners van pre-Romeins en Romeins Britannia worden gezamenlijk aangeduid als Britten.
- Ancaliti (Hampshire en Wiltshire)

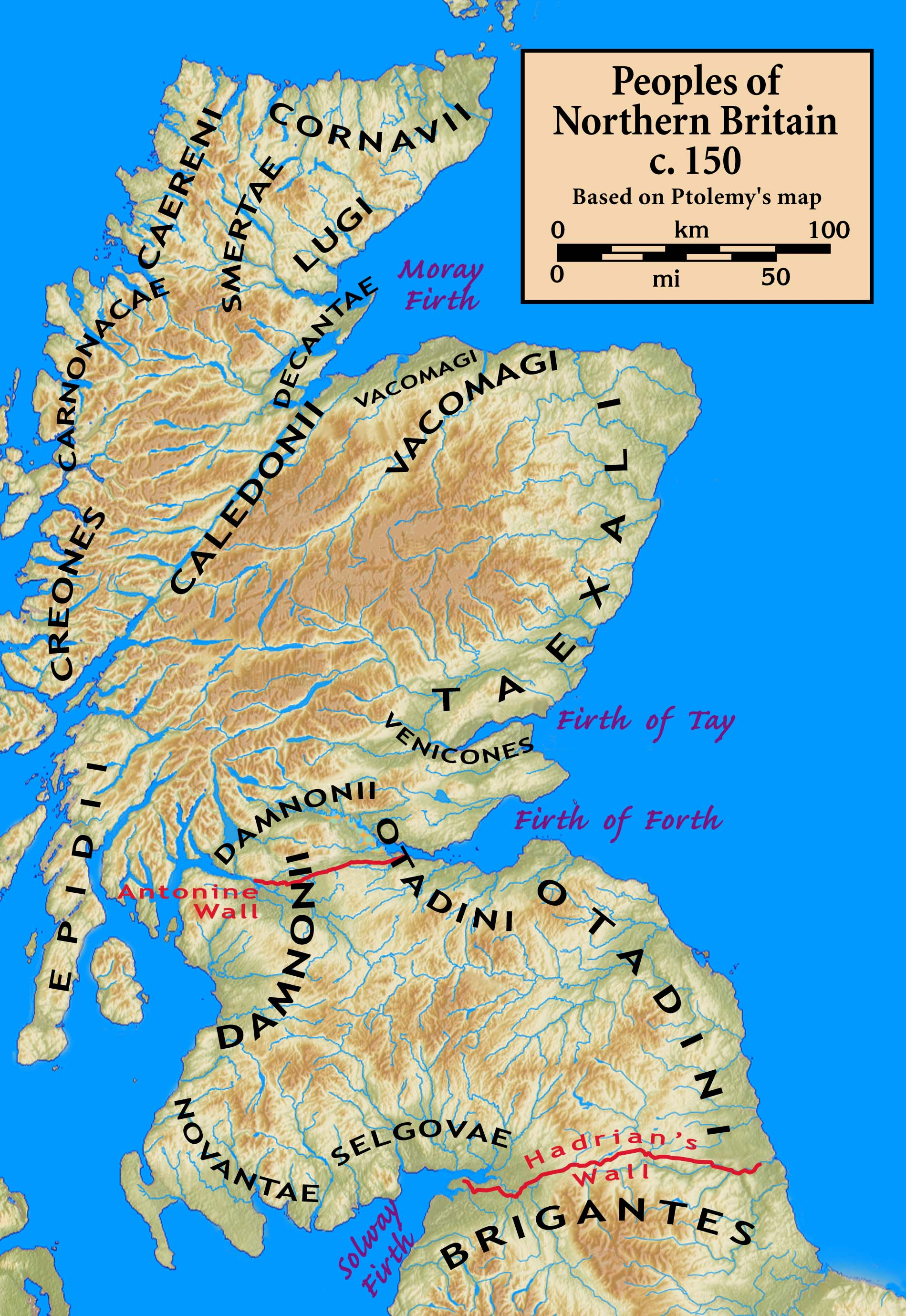
Noord-Britannia rond 150 AD

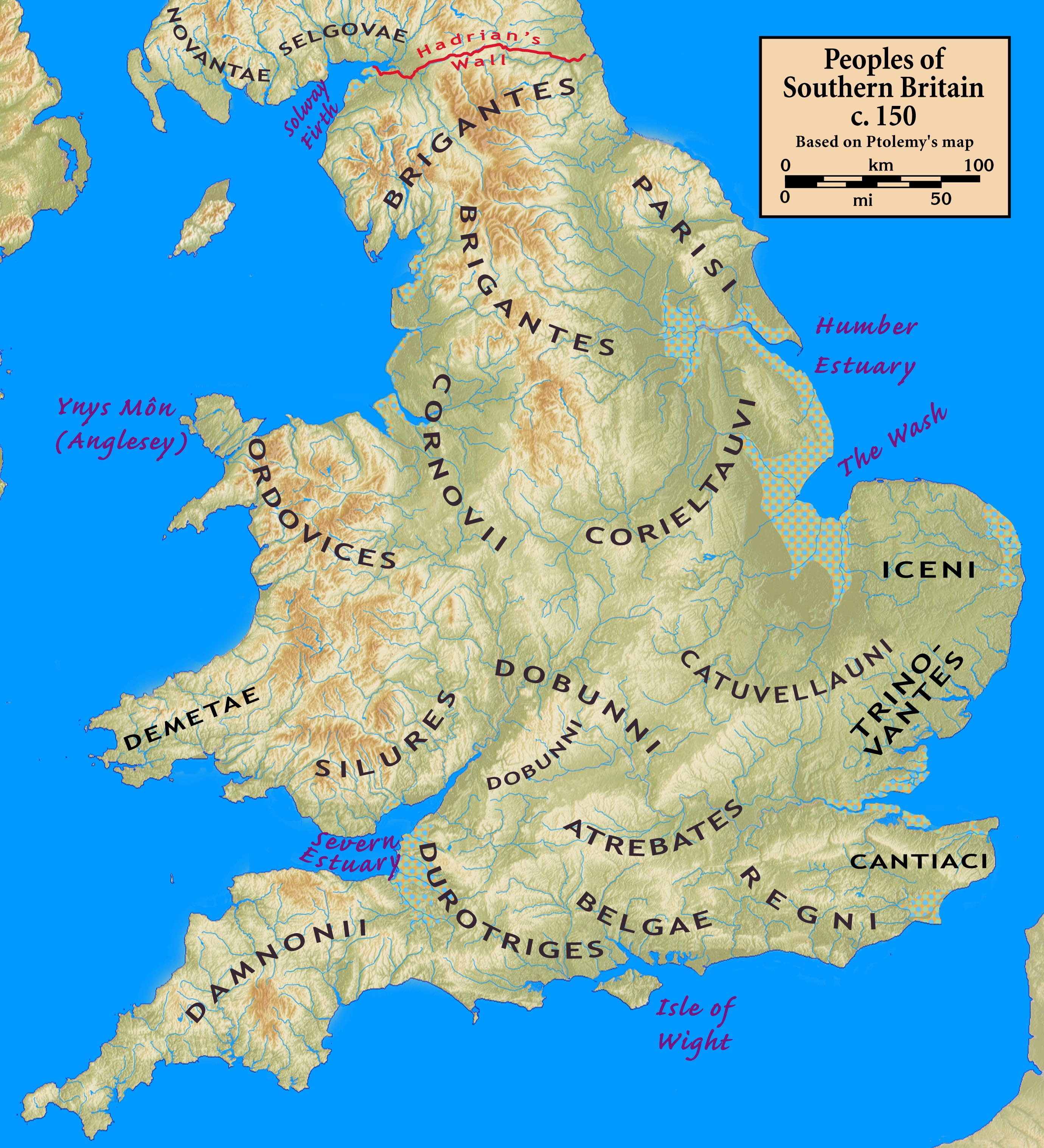
Zuid-Britannia rond 150 AD

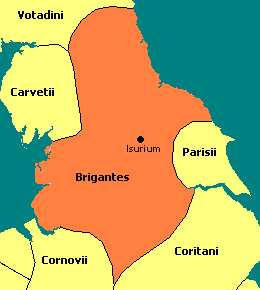
Het gebied van de Brigantes

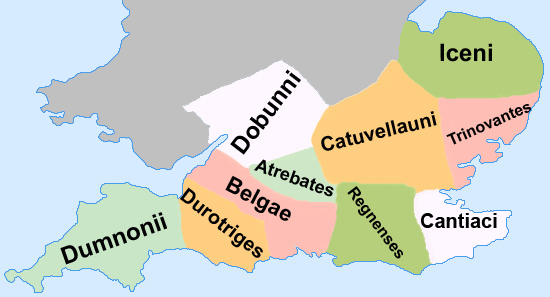
Kelten in het zuiden

- Atrebati (belangrijke Keltische of Belgische stam van Zuid-England)
- Attacotti (origine onzeker)
- Belgae (Wiltshire en Hampshire, hoofdplaats Winchester)
- Bibroci (Berkshire)
- Brigantes (belangrijke stam in Noord-Engeland en Zuidoost-Ierland)
- Caereni (verre westen Schotse Hooglanden)
- Caledones (langs de Great Glen)
- Cantiaci (huidig Kent dat de antieke stamnaam bewaart)
- Carnonacae (westelijke Schotse Hooglanden)
- Carvetii (Cumberland)
- Cassi (waarschijnlijk Zuidoost-Engeland)
- Cateni (noorden en westen van Sutherland) – gaven de county haar Gaelische naam Cataibh
- Catuvellauni (Hertfordshire) – Belgische stam, buren van de Iceni, vervoegden hen in hun rebellie
- Corieltauvi (East Midlands met inbegrip van Leicester)
- Corionototae (Northumberland)
- Cornovii (Caithness)
- Cornovii (Cornish)
- Cornovii (Midlands)
- Creones (Argyll)
- Scotti (westelijk deel van Schotland)
- Damnonii (Zuidwesten van Schotland)
- Decantae of Ducantae (oostelijk Ross en Black Isle)
- Deceangli (Flintshire, Wales)
- Demetae (Dyfed, Wales)
- Dobunni (Cotswolds en Severn vallei)
- Dumnonii (Devon, Cornwall, Somerset)
- Durotriges (Dorset, zuidelijk Somerset, zuidelijk Wiltshire)
- Epidii (Kintyre en naburige eilanden)
- Gangani (Llŷn Peninsula, Wales)
- Horestiani (Fife, Schotland)
- Iceni (East Anglia) – onder Boudica, rebelleerden tegen Romeins bewind
- Lugi (zuidelijk Sutherland)
- Novantae (Galloway en Carrick)
- Ordovices (Gwynedd, Wales) – voerden guerrillaoorlog vanuit de heuvels van Noord-Wales
- Parisii (Brittannië)
- Parisii (East Riding of Yorkshire en Humberside)
- Picten
- Regnenses (Hampshire)
- Segontiaci (waarschijnlijk Zuidoost-Engeland)
- Selgovae (Dumfriesshire en de Stewartry of Kirkcudbright)
- Setantii (Lancashire)
- Siluren (Zuid-Wales) – boden weerstand aan de Romeinen in huidig Zuid-Wales
- Smertae ( Centraal-Sutherland)
- Taexali (Angus en Grampian)
- Trinovantes (Essex) – buren van de Iceni, waarschijnlijk een Belgische stam, traden toe in hun rebellie
- Vacomagi (in en rondom de Cairngorms)
- Venicones (Fife en Zuidwest-Tayside in Schotland)
- Votadini (Noordoost-Engeland en Zuidoost-Schotland)

## Ierland

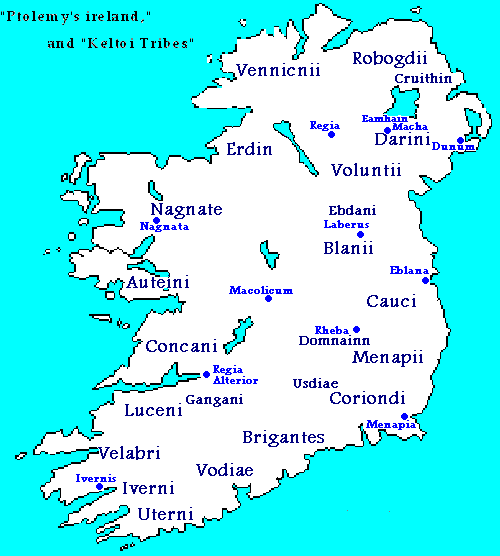
Keltische stammen in Ierland aldus Ptolemeus

- Ulaid
- Connachta
- Eóganachta
- Uí Néill
- Dál Riata
- Dál gCais

### Klassieke bronnen
Ptolemeus
- Autini/Auteini
- Brigantes (ook in Britannia aanwezig)
- Cauci
- Coriondi
- Darini
- Ebdani/Eblani/Blani/Blanii
- Erdini/Erperditani
- Gangani/Concani
- Iverni/Uterni
- Menapii (ook op de noordwestelijke kust van Belgisch Gallië)
- Nagnatae/Nagnate
- Robogdii
- Usdiae/Udiae/Vodiae
- Velabri/Vellabori
- Vennicnii
- Volunti (Ulaid)

Orosius
- Luceni

### Volgens latere auteurs

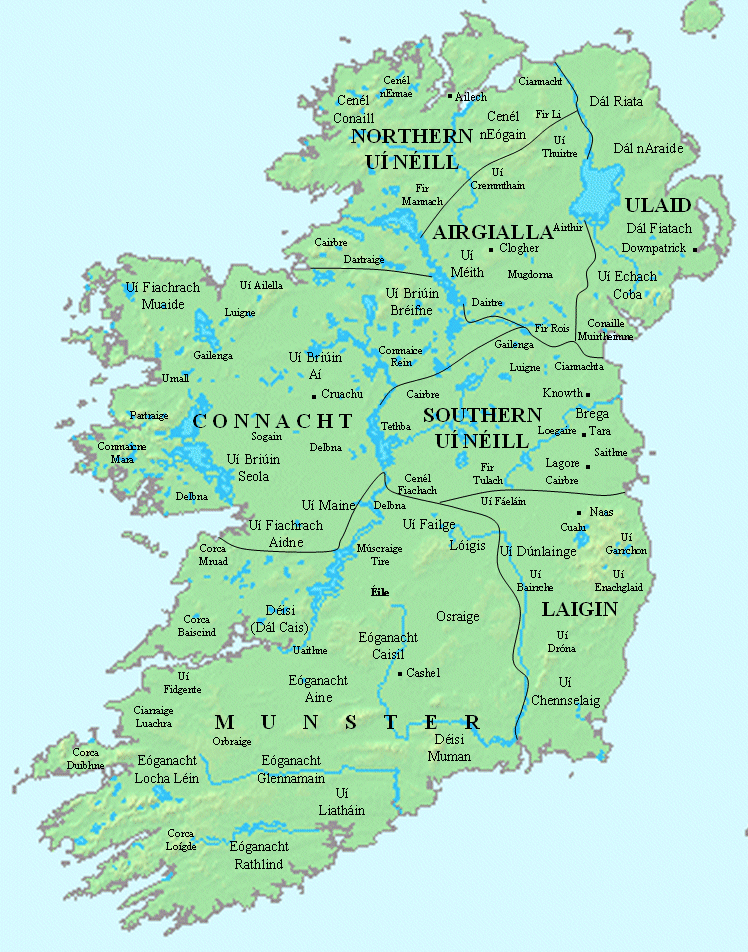
Vroegere volken en koninkrijken van Ierland, ca. 800

Deze lijst omvat zowel grote clans als septen.
- Abstanagh
- Airthir
- Armhaighe
- Calraige
- Ciannacht
- Ciarraige/Ciarraí
- Conmaicne
  - Conmaicne Dun Mor
  - Conmaicne Mara
  - Conmaicne Toland
- Corca Baiscind
- Corca Mruad
- Corca Ochae
- Corco Moga
- Cruithne (Picten)
- Cualu
- Cuib
- Dál Fiatach
- Dál gCais
- Dál Messin Corb
- Dál nAraidi
- Dál Riata
- Dáirine
  - Corcu Loígde
  - Corcu Duibne
- Dartraighe/Dartraige
- Delbhna
  - Delbhna Bethra
  - Delbhna Nuadat
  - Delbhna Tir Dha Locha
- Desi Muman
- Dubthaigh
- Éilne
- Eóganachta
  - Eóganacht Áine
  - Eóganacht Airthir Cliach
  - Eóganacht Chaisil
  - Eóganacht Glendamnach
  - Eóganacht Locha Léin
  - Eóganacht Raithlind
- Feorainn Flann
- Fir Chera
- Fir Domnann (niet te verwarren met de Dumnonii en Damnonii van Britania)
- Fir Manach (County Fermanagh)
- Fir Ol nEchmacht
  - Fir Craibe
  - Gamanraige
  - Tuatha Taiden
- Fir Rois/Crioch Rois
- Fir Tulach
- Fotharta/Fothairt
- Gailenga
- Gallraighe
- Glasraighe
- Loígis/Loígsi
- Mairtine
- Manaig
- Múscraige
- Mug Dorna
- Muintir Murchada
- Obraigne
- Osraige
- Saithne
- Soghain
- Uí Ailello
- Uí Bairrche
- Uí Briúin
  - Uí Briúin Ai
  - Uí Briúin Bréifne
  - Uí Briúin Seóla
  - Uí Briúin Umaill
- Uí Cheinnselaig
- Uí Drona
- Uí Dúnlainge
  - Uí Dúnchada
  - Uí Faelain
  - Uí Muiredaig
- Uí Enachglais
- Uí Failge
  - Uí Riagain
- Uí Fiachrach
  - Uí Fiachrach Aidhne
  - Uí Fiachrach Muaidhe
- Uí Fidgenti
- Uí Gabla
- Uí Garrchon
- Uí Liatháin
- Uí Máil
- Uí Maine/Hy Many
- Uí Meith
- Uí Néill
  - Cenél Coirpri/Tethbae
  - Cenél Conaill
  - Cenél Cremthainne
  - Cenél Enda
  - Cenél Fergusa
  - Cenél Fiachach
  - Cenél Lóegairi
  - Cenél nEógain
  - Clann Cholmáin
  - Síl nÁedo Sláine/Kings of Brega
- Uí Seaghdha
- Uí Tuirtri

De grootste stammengroepen (of speculatieve stammengroepen) waarvan de meeste andere afstamden:
- De Cruithne
- De Connachta
- De Dáirine
- De Deirgtine
- De Érainn
- De Laigin
- De Ulaid